# Les Hommes du feu
Pour plus de détails, voir Fiche technique et Distribution.
Les Hommes du feu est un film dramatique français réalisé par Pierre Jolivet, sorti en 2017.

## Synopsis
Bénédicte, adjudant-chef, intègre une caserne de pompiers à Bram dans le sud de la France, dirigée par Philippe. Une région régulièrement ravagée par de nombreux incendies, criminels ou non. Dès sa première nuit de garde, elle doit intervenir sur accident de la route. Mais le stress de l'intervention, l'obscurité de la nuit et une pluie battante font que Bénédicte n'a pas vu qu'il restait une dernière victime inconsciente en bord de route malgré son tour de vérification sur le lieu de l'accident. Cet oubli déclenche une enquête administrative alors que plane une sérieuse menace de fermeture de la caserne. Touchée, Bénédicte songe à quitter la brigade tandis que son chef Philippe la convainc de rester. Bénédicte tente alors de trouver sa place malgré l'hostilité d'une partie de la brigade. Cette dernière est confrontée à une multitudes de situations très diverses : feu de garrigue, accouchement imminent, émeute urbaine, violence conjugale, suicide.

## Fiche technique
- Visibles dans le garage du centre de secours de Bram, le blason des sapeurs-pompiers et l'affiche du film.Titre original : Les Hommes du feu
- Réalisation : Pierre Jolivet

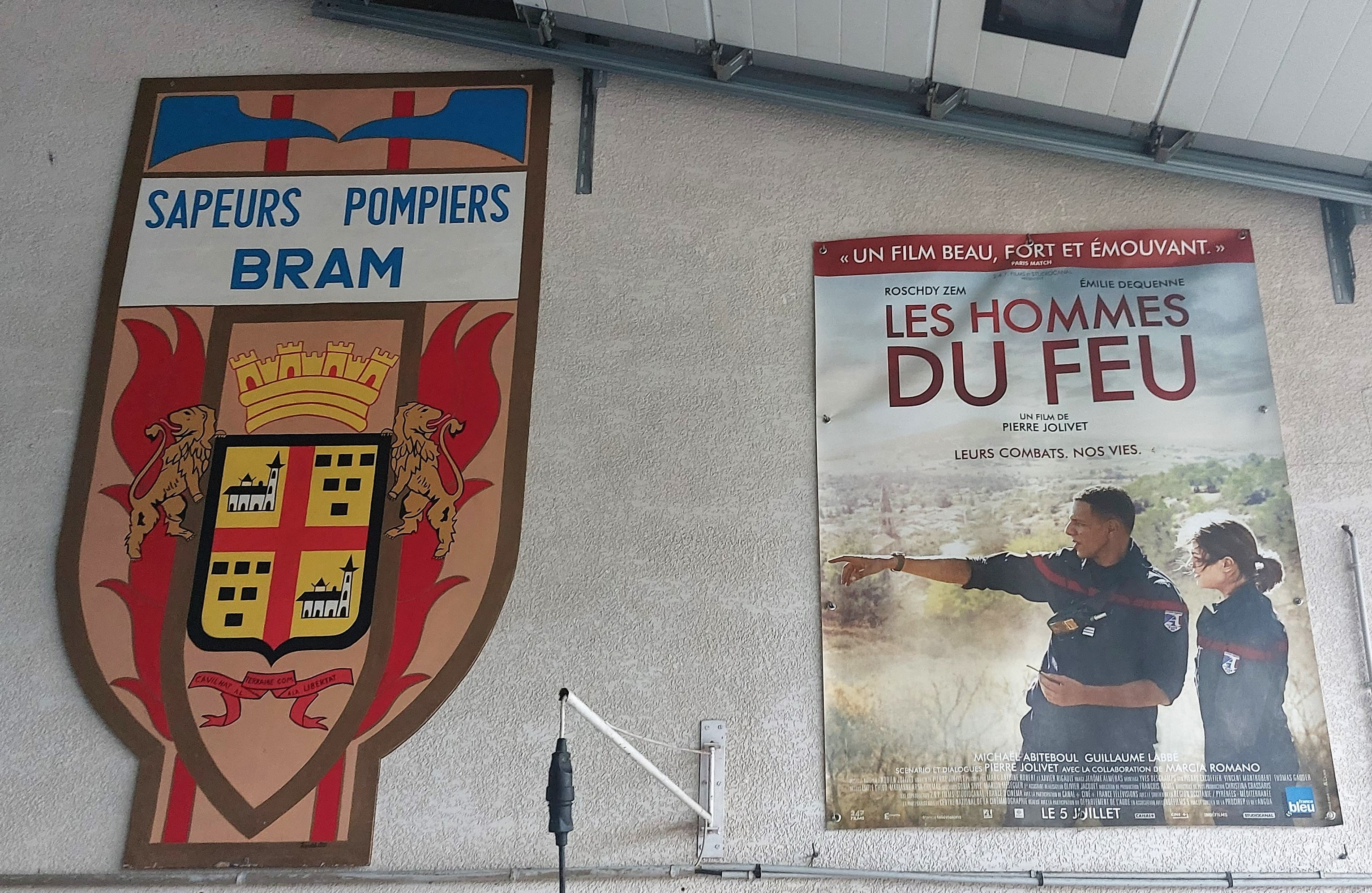
Visibles dans le garage du centre de secours de Bram, le blason des sapeurs-pompiers et l'affiche du film.

- Scénario : Pierre Jolivet et Marcia Romano
- Décors : Emile Ghigo
- Costumes : Sonia Sivel
- Photographie : Jérôme Alméras
- Montage : Yves Deschamps
- Musique : Adrien Jolivet
- Producteurs : Xavier Rigault et Marc-Antoine Robert
- Production : 2.4.7 Films
- Distribution : Studiocanal
- Pays d’origine :  France
- Format : couleur
- Genre : drame
- Durée : 90 minutes
- Dates de sortie :
- France : 5 juillet 2017

## Distribution

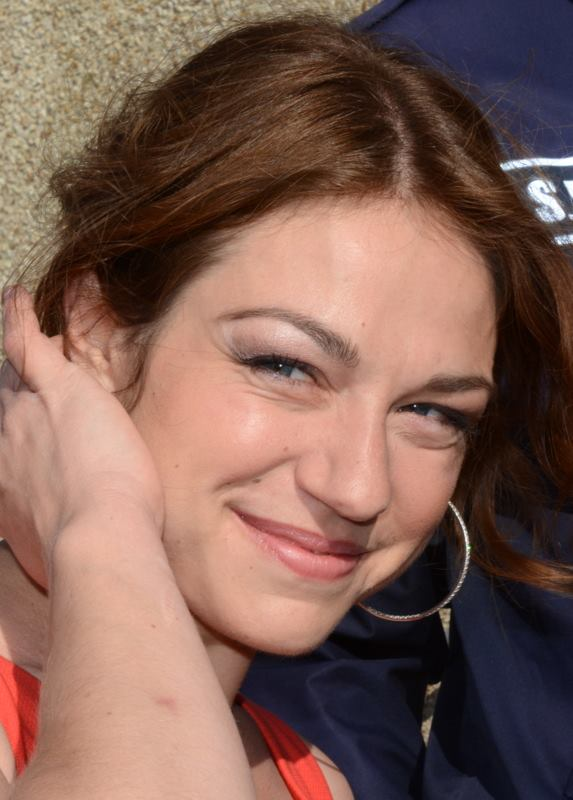
Émilie Dequenne
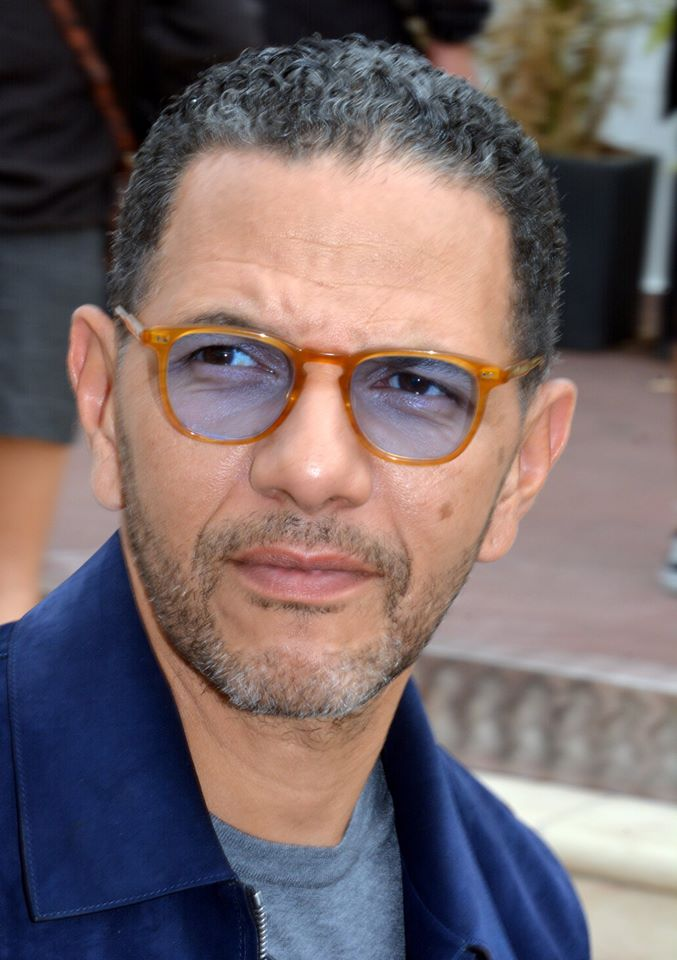
Roschdy Zem

- Roschdy Zem : Philippe
- Émilie Dequenne : Bénédicte
- Michaël Abiteboul : Xavier
- Guillaume Labbé : Martial
- Wilfried Romoli : le commandant
- Grégoire Isvarine : Thomas
- Guillaume Douat : Jules
- Brian Messina : Sébastien
- Gérard Dubouche: le maire de Montlaur
- Lise Lomi: la fille de Philippe
- Aude Candelat: la femme de Martial
- Vanessa Liautey: la femme de Xavier
- Brian Messina: Sébastien
- Simon Guibert : le médecin urgentiste

## Production

### Tournage
Le film fut tourné en 2016 à Bram, Carcassonne, Portel-des-Corbières, Lagrasse, Saint-Laurent-de-la-Cabrerisse et Caunes-Minervois dans l'Aude,,,,. 
Après le décès en mars 2025 de l'actrice Émilie Dequenne, la caserne des sapeurs-pompiers de Bram  lui rendit un hommage en mettant les drapeaux en berne,,.